# Ludwik Karol Ogiński
Ludwik Karol Ogiński herbu Brama (ur. we wrześniu 1680, zm. 1718), duchowny katolicki, proboszcz w Bobrujsku, kanonik wileński.
1 maja 1704 przyjął święcenia kapłańskie. 22 listopada 1717 mianowany nominalnym ordynariuszem smoleńskim.
Pochowany w katedrze Św. Stanisława i Św. Władysława w Wilnie.